# Penalva do Castelo
Penalva do Castelo ist eine Kleinstadt (Vila) und ein Kreis (Concelho) in Portugal mit 7333 Einwohnern (Stand 19. April 2021).

## Geschichte
Funde belegen eine vorgeschichtliche Besiedlung. Keltische Lusitanier lebten hier. Sie wurden von den Römern im 2. Jahrhundert v. Chr. unterworfen. Ab 711 eroberten die Mauren im Zuge ihrer Landnahme auch dieses Gebiet.
Im 12. Jahrhundert ließen D.Teresa und ihr Sohn, der spätere erste König Portugals D.Afonso Henriques, hier ein erstes Kloster errichten. Nach der Unabhängigkeit Portugals gab Afonso Henriques dem Ort 1102 erstmals Stadtrechte.
König Manuel I. erneuerte die Stadtrechte 1514. Nachdem der Ort bisher Castanedo hieß, wurde er 1957 in Penalva do Castelo umbenannt.

## Verwaltung

### Kreis
Penalva do Castelo ist Verwaltungssitz eines gleichnamigen Kreises. Die Nachbarkreise sind (im Uhrzeigersinn im Norden beginnend): Sátão, Aguiar da Beira, Fornos de Algodres, Mangualde sowie Viseu.
Mit der Gebietsreform im September 2013 wurden mehrere Gemeinden zu neuen Gemeinden zusammengefasst, sodass sich die Zahl der Gemeinden von zuvor 13 auf elf verringerte.
Die folgenden Gemeinden (freguesias) liegen im Kreis Penalva do Castelo:

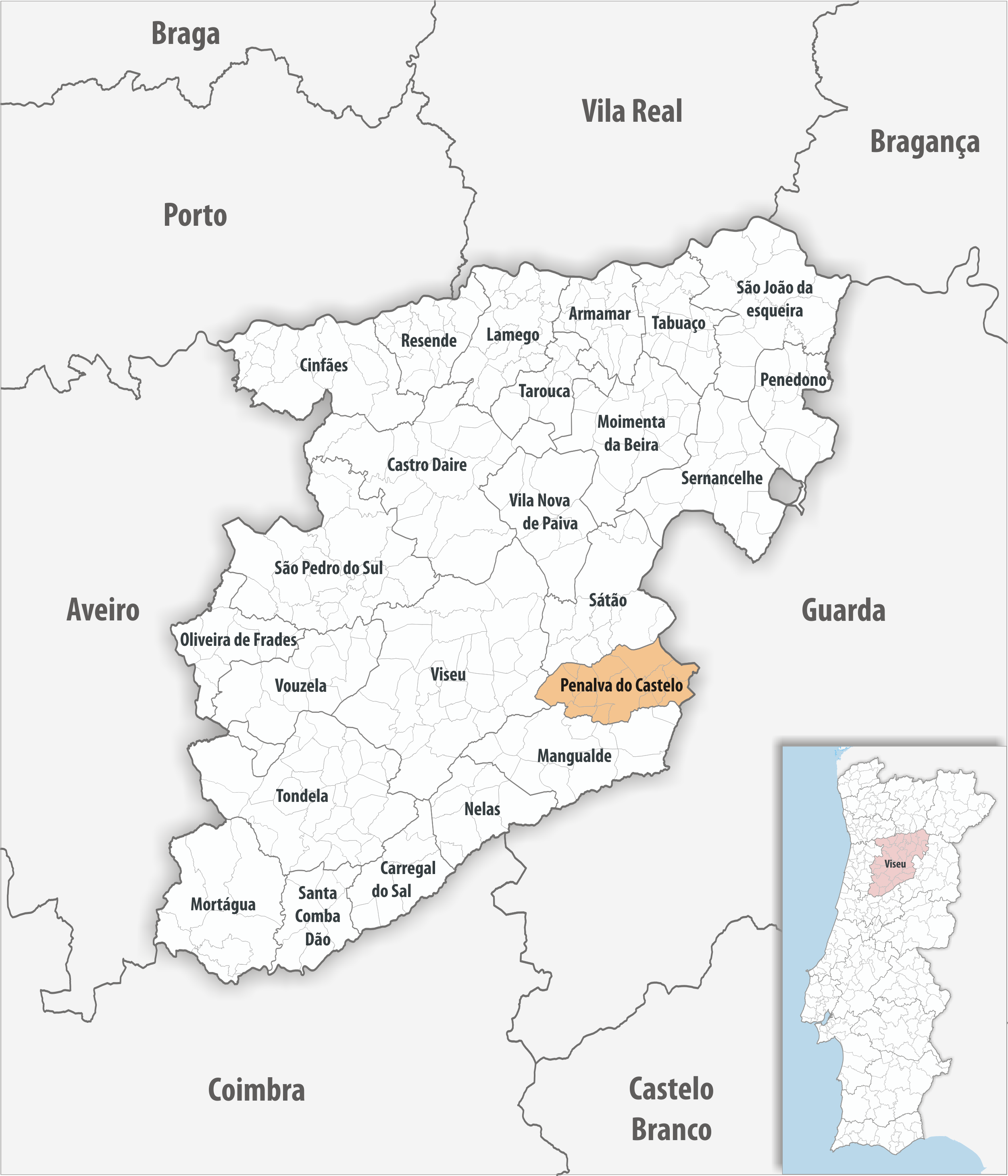
Kreis Penalva do Castelo

| Gemeinde                     | Einwohner (2021) | Fläche km² | Dichte Einw./km² | LAU- Code |
| ---------------------------- | ---------------- | ---------- | ---------------- | --------- |
| Antas e Matela               | 403              | 18,27      | 22               | 181114    |
| Castelo de Penalva           | 812              | 27,16      | 30               | 181102    |
| Esmolfe                      | 382              | 10,87      | 35               | 181103    |
| Germil                       | 436              | 5,46       | 80               | 181104    |
| Ínsua                        | 2.046            | 9,44       | 217              | 181105    |
| Lusinde                      | 190              | 2,81       | 68               | 181106    |
| Pindo                        | 1.716            | 16,76      | 102              | 181109    |
| Real                         | 244              | 4,69       | 52               | 181110    |
| Sezures                      | 606              | 21,04      | 29               | 181111    |
| Trancozelos                  | 247              | 5,12       | 48               | 181112    |
| Vila Cova do Covelo e Mareco | 251              | 12,71      | 20               | 181115    |
| Kreis Penalva do Castelo     | 7.333            | 134,33     | 55               | 1811      |

### Bevölkerungsentwicklung
| 1981   | 1991  | 2001  | 2011  |
| 10.142 | 8.980 | 9.018 | 8.001 |

### Kommunaler Feiertag
- 25. August

### Städtepartnerschaften
- Vereinigte Staaten: Cumberland (seit 1995)[6]